# José Viera y Clavijo

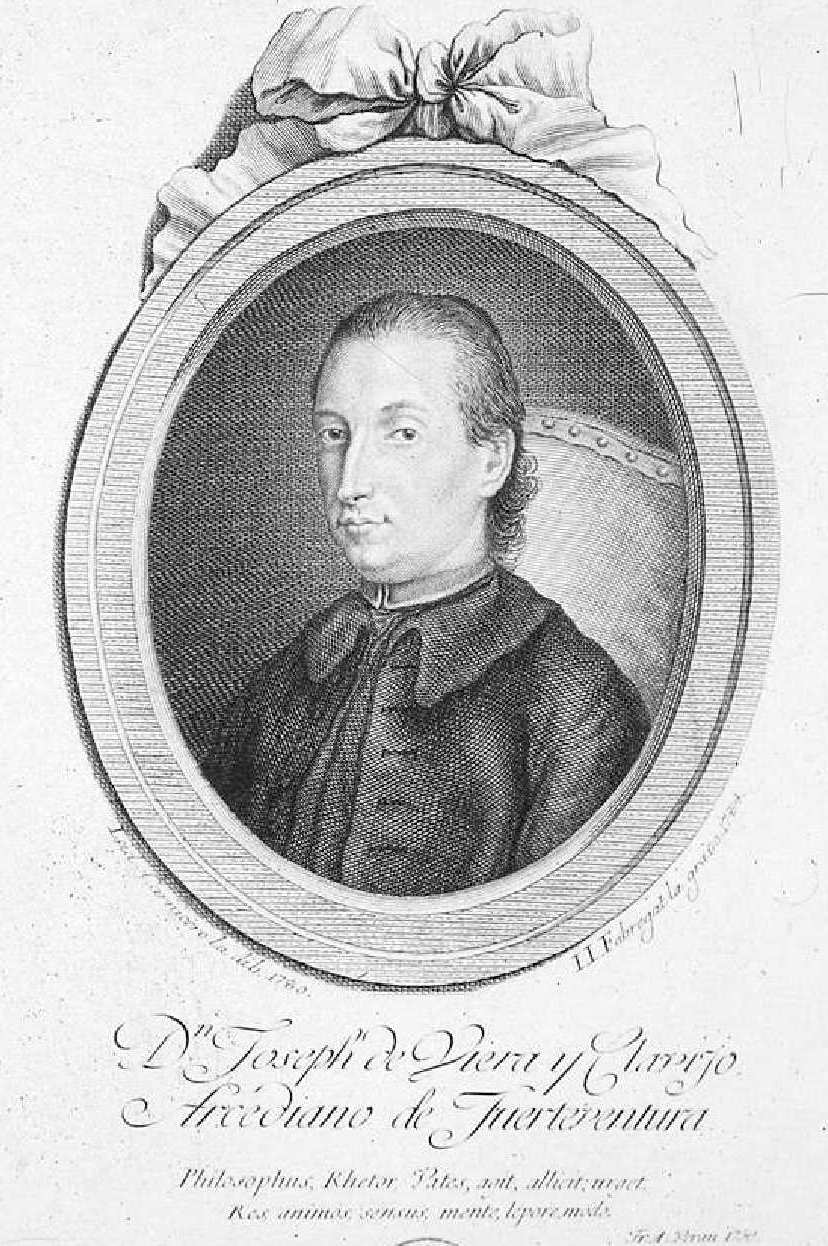
José Viera y Clavijo

José Viera y Clavijo (* 28. Dezember 1731 in Realejo Alto, Teneriffa; † 21. Februar 1813 in Las Palmas de Gran Canaria) war ein spanischer römisch-katholischer Geistlicher, Universalgelehrter (insbesondere auf den Gebieten Allgemeine Geschichte, Naturgeschichte und Botanik der Kanarischen Inseln) und ein bedeutender Dichter der spanischen Aufklärung.

## Leben
José Viera y Clavijo studierte im Konvent der Dominikaner in La Orotava die verschiedensten Wissenszweige, mit Schwerpunkt auf der scholastischen Philosophie, von der er sich jedoch bald abwandte. Schon früh entwickelte er eine Vorliebe für die Literatur, besonders die Dichtkunst. Die Reden des Hieronymite Benito Feijoo übten einen großen Einfluss auf ihn aus und förderten in ihm eine positive Haltung gegenüber dem Rationalismus der Aufklärung. Im Jahr 1750 empfing er niedere Weihen in La Laguna, später höhere Weihen in Las Palmas de Gran Canaria.
Sechs Jahre später, 1756, übersiedelte er mit seiner Familie nach La Laguna auf Teneriffa und war von 1757 bis 1770 als Gemeindepriester tätig. Auf Teneriffa verkehrte er in den angesehensten Kreisen der Gesellschaft, insbesondere bei Tomás de Nava Grimón, Marqués de Villanueva del Prado, in dessen Haus sich Cristóbal del Hoyo Solórzano, Fernando de la Guerra und Lope de la Guerra, Juan Antonio de Urtusáustegui u. a. trafen. Von diesem Kreis wurde eine vertrauliche Gazette, die erste „Zeitung“ der Kanaren herausgegeben. Viera y Clavijo hatte Zugang zur großen Bibliothek von Tomás de Nava Grimón, wo er die französischen Klassiker, sowie Philosophen und Moralisten wie Jean-Baptiste de Boyer, Marquis d’Argens, Bernard le Bovier de Fontenelle, Voltaire, Charles de Secondat, Baron de Montesquieu und Jean-Jacques Rousseau kennenlernte.

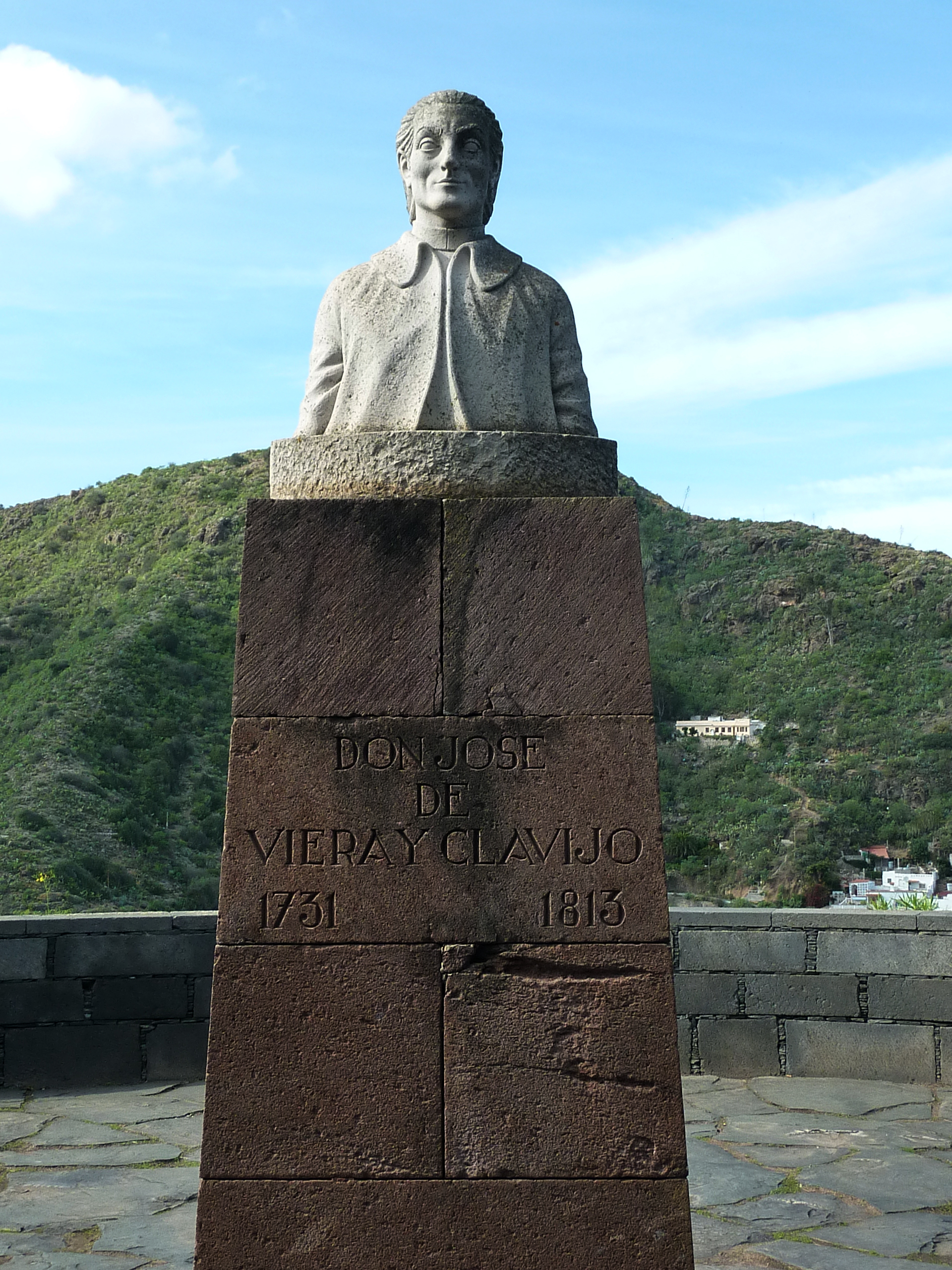
Denkmal im Botanischen Garten, Gran Canaria

1763 begann er, eine Historia de Canarias („Geschichte der Kanarischen Inseln“) zu verfassen, der erste Band erschien 1772, ein Jahr später der zweite. Im Jahr 1770 verließ er die Kanaren und ging nach Madrid als Lehrer der Tochter des Präsidenten der Königlichen Akademie Spaniens. Auf Reisen mit ihr in die Landschaft der Mancha resultierte sein später veröffentlichtes Reisetagebuch Viaje a la Mancha en 1774 („Reise in die Mancha im Jahr 1774“). Wenige Jahre später wurde er 1777 auf Vorschlag des Direktors der Historischen Akademie als deren Mitglied aufgenommen. Dadurch machte er Bekanntschaft mit Gaspar Melchor de Jovellanos (Politiker, Jurist und Schriftsteller), Juan Meléndez Valdés (1754–1817; Politiker und Dichter) und korrespondierte mit dem bekannten Botaniker Antonio José Cavanilles, gleichfalls ein Geistlicher.
1780 begleitete José Viera y Clavijo den Marqués de Santa Cruz auf einer Europareise nach Paris, Turin, Rom, Neapel, Venedig und Wien, 1781 weiter nach Deutschland und in die Niederlande. Auch über diese Reise verfasste er ein Tagebuch (Itinerarium). In Wien nahm er im November 1780 sein Quartier in der spanischen Botschaft, bei dem aus Teneriffa stammenden Botschaftssekretär Domingo de Iriarte. Im Tagebuch finden sich Bemerkungen unter anderem über Konzerte von Mozart, die Elefanten im Tiergarten Schönbrunn und Schlittenfahrten mit Pietro Metastasio. In Rom besorgte er sich wichtige Dokumente für seine Historia und nicht zuletzt die kirchliche Erlaubnis zum Lesen verbotener Bücher. In Paris blieb er fast ein Jahr, besuchte wissenschaftliche Konferenzen und Kurse in Chemie und Physik, assistierte in der Akademie der Wissenschaften, lernte Voltaire, Condorcet und d’Alembert kennen. Dieser Paris-Aufenthalt war ursächlich für sein erneut erwachtes Interesse und künftige intensive Beschäftigung mit den Naturwissenschaften.
Im Jahr 1782 wurde José Viera y Clavijo in der Kathedrale von Las Palmas zum Archidiakon von Fuerteventura geweiht. 1784 verließ er Madrid endgültig und übersiedelte auf die Kanaren, wo er bis zu seinem Tod blieb. Er verlegte den Schwerpunkt seiner Tätigkeit nun vorrangig auf seine Funktion als Mitglied der Königlichen Akademie für Wirtschaft, als Lehrer an der Schule San Marcial, sowie auf sein eigenes literarisches Werk und Übersetzungen anderer Schriften.
Einige Jahre später (25. Juli 1797) erlebte er, wie Admiral Nelson beim Angriff auf Santa Cruz de Tenerife (1797)  gegen General Antonio Gutiérrez unterlag (Santa Cruz wurde danach zur freien und unbesiegbaren Stadt erklärt, der erste Schritt auf dem Weg zur Hauptstadt von Teneriffa). 1799 verfasste er sein Diccionario de historia natural de las islas Canarias („Lexikon der Naturgeschichte der Kanarischen Inseln“), ein Jahr darauf El nuevo Can Mayor o constelación canaria, eine dreizehnbändige Lobeshymne auf die Kanaren.
Am 21. Februar 1813 starb José Viera y Clavijo in Las Palmas. 1860 wurden seine Gebeine in die Kathedrale umgebettet.

## Ehrungen
Nach ihm ist die Pflanzengattung Vieraea Sch.Bip. aus der Familie der Korbblütler (Asteraceae) und die wissenschaftliche Zeitschrift "Vieraea" benannt. Auch der  vom Schweden Erik Ragnar Svensson ins Leben gerufene und 1959 eröffnete Botanische Garten der Kanaren Jardín Botánico Canario Viera y Clavijo auf Gran Canaria bei Las Palmas ist nach ihm benannt.

## Werke

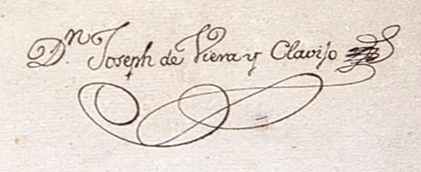
Unterschrift von José Viera y Clavijo

### Lyrik
Neben einigen satirischen Gedichten, durch die er in manche Schwierigkeiten geriet, verfasste er insbesondere an seine jungen Schüler gerichtete Lehrgedichte zur Veranschaulichung naturwissenschaftlicher Experimente, zum Beispiel
- Al globo aerostático (Der Luftballon)
- Las cuatro partes del día (Die vier Teile des Tages)
- Las bodas de las plantas („Heirat der Pflanzen“, = Befruchtung), und andere botanische Themen
- Los aires fijos (Sechs Gesänge über die „Lüfte“, = Meteorologie)

### Prosa
- Noticias del cielo o Astronomía para niños (Notizen vom Himmel oder Astronomie für Kinder)
- Los Vasconautas, ein Epos (Erzählgedicht), verfasst 1766, erstmals publiziert 1983 (!). Es besteht aus vier ironisierenden Gesängen, inhaltlich zusammengesetzt aus mythisch-fantastischen und historischen Elementen, dennoch aufklärerisch, mit diversen Anspielungen auf die „Divina Comoedia“ von Dante Alighieri.
- Ebenfalls 1766 verfasst er das Diccionario de Historia Natural
- Sein Hauptwerk auf dem Gebiet der Geschichte sind die Noticias de la Historia General de las Islas Canarias (erschienen 1772–1773).
- La vida de Santa Genoveva (Das Leben der Heiligen Genoveva), eine neoklassische Tragödie
- La vida del noticioso Jorge Sargo (Das Leben des bekannten Jorge Sargo), seine einzige Erzählung, ein von German Mateo beeinflusster Schelmenroman, schon in seinen Jugendjahren entstanden.

### Übersetzungen
Er übersetzte unter anderem Theaterstücke der Barockzeit, verschiedene in Vergessenheit geratene Werke von Jean Racine und La Harpe.